# Slaget ved Milliken's Bend
Slaget ved Milliken's Bend blev udkæmpet den 7. juni 1863 som led i Vicksburg kampagnen i den amerikanske borgerkrig. Den konfødererede generalløjtnant John C. Pemberton var under belejring i Vicksburg af unionens generalmajor Ulysses S. Grant og Army of the Tennessee.

## Baggrund
Den konfødererede præsident Jefferson Davis var under kraftigt politisk pres for at sende hjælp til den belejrede Pemberton og hans 40.000 tropper, som var indesluttet i Vicksburg af Grants 60.000 tropper. Under antagelse af at Grants forsyningslinjer på den vestlige side af Mississippifloden var svage, gav Davis lederen af de konfødererede tropper vest for Mississippi generalløjtnant Edmund Kirby Smith ordre til at sende tropper af sted for at afbryde denne forsyningslinje. Hverken Smith eller Davis var klar over at Grant for nylig havde flyttet sine forsyningslinjer til den østlige bred af Mississippi ovenfor Vicksburg.
Smith beordrede generalmajor Richard Taylor til at gennemføre dette angreb. Han overlod generalmajor John George Walkers division af texanere, som gik under navnet "Walker's Greyhounds", til Taylor til dette formål. Taylor gjorde indvendinger idet han pegede på det sumpede terræn og usikkerheden om hvorvidt forsyningsruten stadig eksisterende. Han foretrak at tage Walkers tropper sydpå og angribe det sårbare New Orleans, som var dårligt forsvaret efter at Nathaniel P. Banks's Army of the Gulf var flyttet til Port Hudson. Smith afviste Taylors plan, og Taylor tog modstræbende af sted med Walker og hans mænd ned ad Red River fra Alexandria til Ouachita River, og derfra nordpå mod Richmond, Louisiana.

## Slaget
Om morgenen den 6. juni foretog unionsobersten Hermann Lieb en rekognoscering med African Brigade og to kompagnier af 10. Illinois Cavalry mod Richmond. Omkring 5 km fra Richmond stødte Lieb på fjendtlige tropper ved Tallulah jernbanestation og drev dem tilbage, hvorefter han selv trak sig tilbage, af frygt for at mange flere rebeller var i nærheden. Mens han trak sig tilbage dukkede en gruppe unionskavalerister frem, som var på flugt fra en styrke rebeller. Lieb fik sine mænd stillet op på en kamplinje og hjalp med at sprede den forfølgende fjende. Han trak sig derefter tilbage til Milliken's Bend og meddelte med kurer sin overordnede som sine handlinger. 23. Iowa Infantry og to kanonbåde kom ham til hjælp.
Walker fortsatte østpå fra Richmond kl. 19 den 6. juni. Ved midnat nåede han Oaklawn Plantagen, som lå 11 km fra Milliken's Bend mod nord og ligeså langt fra Young's Point mod syd. Her delte han sin styrke. En brigade blev efterladt i reserve ved Oaklawn, en brige blev sendt af sted til Milliken's Bend under kommando af brigadegeneral Henry E. McCulloch og en tredje brigade under briagdegeneral James M. Hawes blev sendt sydpå til Young's Point.
I et forsøg på at afskære Grants forsyningslinje og undsætte byen angreb de konfødererede unionens forsyningsområde ved Milliken's Bend oppe ad Mississippi floden. Selv om det var et forholdsvis lille slag, blev det fremtrædende på grund af den fremtrædende rolle, som sorte unionssoldater spillede i det, og selv om de ikke havde fået ret meget militær uddannelse kæmpede de tappert med dårlige våben og drev til sidst de konfødererede tilbage med hjælp fra kanonbåde.
Området ved Milliken's Bend, 25 km nordvest for Vicksburg, havde indtil kort tid før fungeret som opmarchområde for Grants Vicksburg kampangne. Der var forsyningsdepoter og hospitaler, hvoraf mange var bemandet og bevogtet af sorte soldater, nye rekrutter som fra befriede slaver.
Omkring kl. 3 om morgenen den 7. juni dukkede de konfødererede frem i stort tal og drev vagtposterne tilbage. De fortsatte med at rykke frem mod unionens venstre flanke. Unionsstyrkerne skød nogle salver, som midlertidigt fik den konfødererede linje til at gå i stå, men texanerne trænge snart videre til dæmningen hvor de fik ordre til at angribe. På trods af at blev beskudt af flere salver, fortsatte rebellerne med at trænge frem og der opstod kamp mand-til-mand. I denne intense kamp lykkedes det de konfødererede at ramme unionsstyrken i flanken og de forårsagede voldsomme tab med beskydning fra siden. Unionsstyrken faldt tilbage til flodbredden. På det tidspunkt ankom unionens kanonbåde USS Choctaw og USS Lexington og begyndte at beskyde rebellerne. De konfødererede fortsatte med at skyde og begyndte at forlænge deres højre fløj for at om unionstropperne, men nåede ikke deres mål. Kampene fortsatte indtil middag, hvor de konfødererede trak sig tilbage. Unionstropperne forfulgte dem, og skød mange salver ligesom kanonbådene beskød dem da de trak sig tilbage til Walnut Bayou.

## Efterspil
Det konfødererede forsøg på at hæve belejringen af Vicksburg var slået fejl.
Grant bemærkede, at trods deres manglende erfaring havde de sorte tropper klaret sig godt. Vicekrigsminister Charles A. Dana skrev: "De sortes tapperhed ændrede fuldstændig hærens følelser overfor anvendelse af negertropper". Efter at have set hvordan de kunne kæmpe, blev mange tilhængere af at give dem våben og kæmpe på Unionens side.
Der var nogle beretninger om, at inden de trak sig tilbage fra Milliken's Bend, havde sydstatstropper myrdet sorte soldater, som havde overgivet sig ved Milliken's Bend. Ledende konfødererede officer og soldater, som gjorde tjeneste der, afviste disse rapporter om grusomheder.
Rapporter om tilsvarende adfærd fra konfødererede soldater ved Fort Pillow, Poison Spring og Slaget i krateret under Belejringen af Petersburg blev også fremført, men kun Fort Pillow lader til at være blevet underbygget.

## Eksterne kilder
- National Park Service beskrivelse af slaget Arkiveret 9. juni 2007 hos  Wayback Machine
- National Park Service, Vicksburg
- Den centrale rolle for sorte tropper ved Milliken's Bend Arkiveret 24. februar 2005 hos  Wayback Machine

32°26′N 91°06′V / 32.44°N 91.10°V